# A Spoon River-i holtak
A Spoon River-i holtak (eredeti címe: Spoon River Anthology, 1915) Edgar Lee Masters verseskötete, melyet 1970-ben magyarul is kiadtak Gergely Ágnes fordításában. Az „embersírversekből” álló különös, rövid versekből álló gyűjtemény egy „Spoon River” névre keresztelt elképzelt városka életét meséli el. A város mindazonáltal a létező Spoon folyóról kapta a nevét, mely Masters otthoni városa mellett folyik. A gyűjteményben 212 különböző alak található, melyek közül mind mesél egy-egy történetet.
A versek az egykori városlakók sírfeliratai, melyeket mind saját maguk mesélnek. Pontosan arról beszélnek, amit az ember elvárna tőlük egy ilyen bizarr esetben. Némelyek elmesélik életük fordulópontjait, míg mások észrevételeket tesznek az élettel kapcsolatban. Egyesek panaszkodnak, hogy a sírjukat elhanyagolják és akadnak, akik elmesélik haláluk történetét. Mivel mindenféle következmények már nem fenyegetik őket, őszintén vallanak saját városuk életéről. A különálló történetek végül kirajzolnak egy teljes képet a közösségről.
A halál utáni élet témája szinte alig bukkan fel és akkor is ellentmondásosan.
Az antológiában szereplő alakok olyan valóságos személyekre épültek, akiket Masters maga ismert, vagy hallott róluk valamit az Illinois állambeli Petersburg és Lewistown városaiban.
Én voltam Willie Metcalf.

De úgy neveztek: „doktor Meyers",

azt mondták, rá hasonlítok.

Azonkívül ő volt az apám, Jack McGuire szerint.

...

(ford.: Gergely Ágnes)

## Magyarul
- A Spoon River-i holtak; vál., ford., utószó Gergely Ágnes; Európa, Bp., 1970
- A Spoon River-i holtak; vál., ford., utószó Gergely Ágnes; Európa, Bp., 2010